# Tańczący las
Tańczący las – jest lasem sosnowym oddzielającym Morze Bałtyckie od Zalewu Kurońskiego.

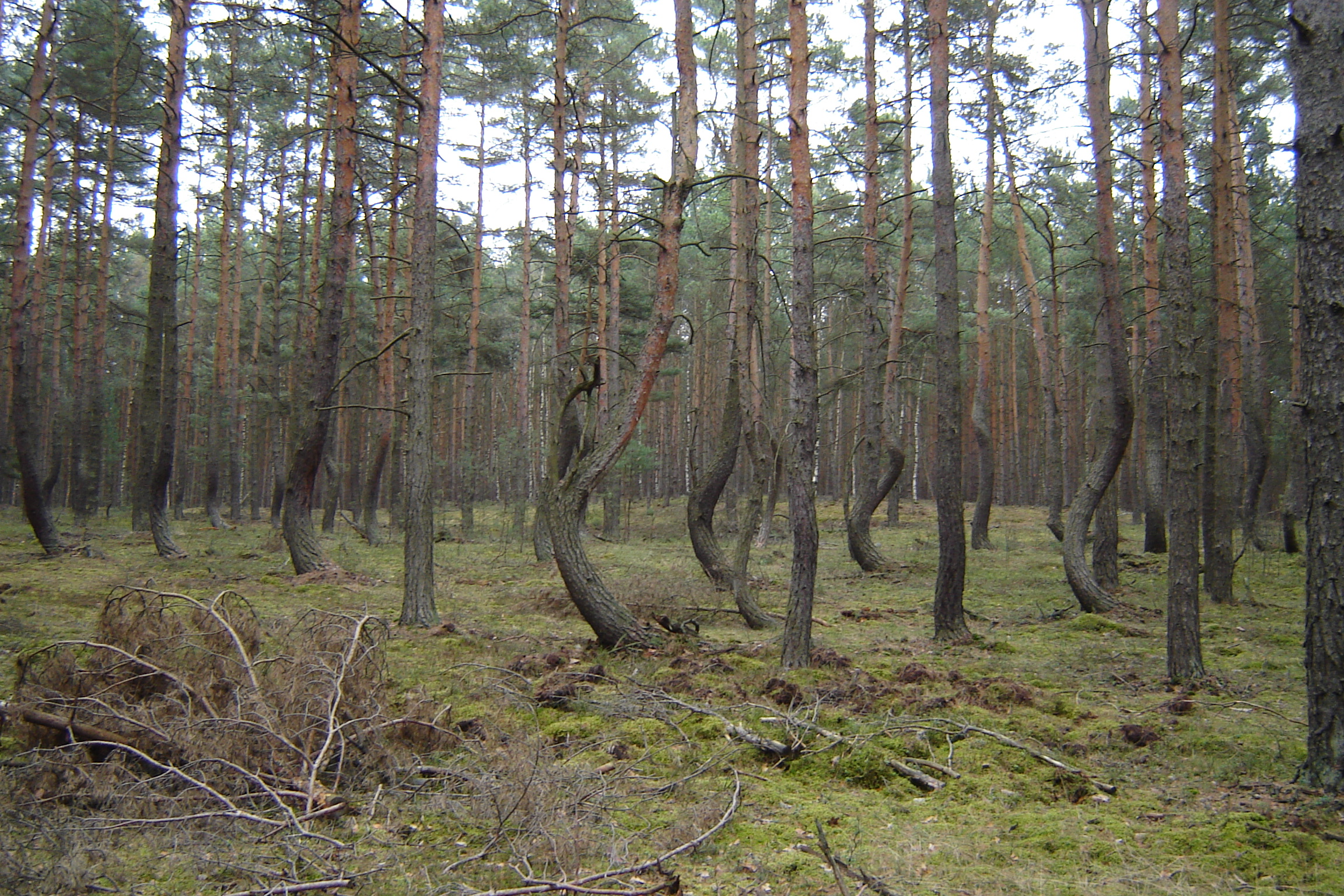

## Opis
Dziesiątki drzew w Tańczącym Lesie mają pnie wykrzywione w spirale oraz pętle. Drzewa posadzono na początku lat 60. XX wieku, aby ustabilizować piasek wydmowy. Dokładna przyczyna tego zjawiska nie jest znana, chociaż wielokrotnie przeprowadzano badania w tej sprawie. Istnieje wiele teorii i niektóre z nich są paranormalne.

## Teoria naukowa
Wiodąca teoria naukowa głosi, że gąsienice motyla Rhyacionia buoliana uszkodziły pnie sosny w młodym wieku, powodując, że zaczęły rosnąć pod dziwnym kątem. Ponieważ rośliny naturalnie rosną w kierunku słońca, ostatecznie poprawiły się i zaczęły odrastać, ale wcześniejsze deformacje pozostały.

## Wierzenia i legendy
Osoby wierzące w zdolności paranormalne sugerowały, że las znajduje się w miejscu, w którym zderzają się dodatnie i ujemne energie, oraz że siły te manipulowały kształtami drzew. Niektórzy twierdzą, że drzewa celowo śledzą ruchy piasków wydmowych.
Jedna z lokalnych legend mówi, że tańczące drzewa skręcają się i wyginają, ponieważ przed wiekami drzewa zostały stworzone do tańca, aby udowodnić moc chrześcijańskiego Boga. Przesąd podsyca wiele teorii i sprawia, że Tańczący Las jest popularnym źródłem nadziei: Mówi się, że wspinaczka przez jeden z pierścieni wydłuża życie każdego człowieka.

## Biografia
- https://www.atlasobscura.com/places/dancing-forest
- https://www.amusingplanet.com/2015/11/crooked-drunken-and-dancing-forests.html